# Boudionnovsk
Boudionnovsk (en russe : Будённовск) est une ville du kraï de Stavropol, en Russie, et le centre administratif du raïon de Boudionnovsk. Sa population s'élevait à 61 329 habitants en 2020.

## Géographie
Boudionnovsk est arrosée par le fleuve Kouma et se trouve au pied du Caucase, à 174 km — 220 km par la route — à l'est de Stavropol et à 1 306 km au sud-sud-est de Moscou.

## Histoire
Du XIIIe au XVIe siècle, le site de la ville actuelle fut occupé par la ville tartare-mongole de Madjar (Маджар) sur une route commerciale reliant l'Asie à l'Europe. Au cours de la seconde moitié du XVIIIe siècle, elle passa sous l'autorité de la Russie. En 1799, la localité prit le nom de Sviatoï Krest (Святой Крест) et reçut le statut de ville. En 1920, la ville prit le nom de Prikoumsk (Прикумск), nom qu'elle porta encore de 1957 à 1973. Une première fois de 1935 à 1957 et depuis 1973 elle s'appelle Boudionnovsk en hommage à Semion Boudienny (1883-1973), un maréchal de l'Armée rouge et Héros de l'Union soviétique.
En juin 1995, un commando de rebelles tchétchènes réalisa une prise d'otages dans l'hôpital de la ville. Cent cinquante personnes périrent au cours de cette opération.

## Population
La population comprend 87,7 % de Russes, 7,5 % d'Arméniens et 1,8 % d'Ukrainiens.
Recensements (*) ou estimations de la population
| 1897* | 1926*  | 1939*  | 1959*  | 1970*  | 1979*  |
| ----- | ------ | ------ | ------ | ------ | ------ |
| 6 583 | 15 800 | 23 150 | 27 895 | 35 768 | 45 568 |

| 1989*  | 2002*  | 2010*  | 2012   | 2013   | 2014   |
| ------ | ------ | ------ | ------ | ------ | ------ |
| 55 350 | 65 687 | 64 628 | 64 676 | 64 176 | 63 644 |

| 2015   | 2016   | 2017   | 2018   | 2019   | 2020   |
| ------ | ------ | ------ | ------ | ------ | ------ |
| 63 338 | 62 964 | 62 715 | 62 495 | 62 073 | 61 329 |

## Économie
Boudionnovsk est un centre industriel : chimie, agroalimentaire et confection. Dans les environs de la ville se trouvent des gisements de pétrole et de gaz naturel.